# ألبرت إرنست فورسيث
ألبرت إرنست فورسيث (بالإنجليزية: Albert Edward Forsythe)‏ هو طبيب وطيار باهاماسي، ولد في 25 فبراير 1897 في باهاماس، وتوفي في 4 مايو 1986.